# Ernesto I de Anhalt-Dessau
El Príncipe Ernesto I de Anhalt-Dessau (m. Dessau, 12 de junio de 1516) fue un príncipe alemán de la Casa de Ascania y gobernante del principado de Anhalt-Dessau. Era el segundo hijo varón del Príncipe Jorge I de Anhalt-Dessau, aunque el primero nacido de su cuarta esposa Ana, hija del Conde Alberto VIII de Lindow-Ruppin.

## Biografía
En 1473, después de la muerte de su padre, Ernesto heredó el principado de Anhalt-Dessau junto a sus hermanos Jorge II, Segismundo III y Rodolfo IV. Obedeciendo la ley familiar de la Casa de Ascania, el ascenso tuvo lugar sin ninguna división de territorios.
Las muertes de Segismundo III en 1487, Jorge II en 1509 y Rodolfo IV en 1510 sin herederos varones supervivientes dejó a Ernesto como único gobernante de Anhalt-Dessau hasta su muerte.

## Matrimonio e hijos
En Cottbus el 20 de enero de 1494 Ernesto contrajo matrimonio con Margarita (Breslau, 25 de agosto de 1473 - Dessau, 28 de junio de 1530), hija del Duque Enrique de Münsterberg-Oels, y nieta de Jorge de Poděbrady, Rey de Bohemia. Tuvieron cuatro hijos:
1. Tomás (Dessau, 27 de noviembre de 1503 - 1503).
2. Juan V, Príncipe de Anhalt-Dessau, después de Anhalt-Zerbst (Dessau, 4 de septiembre de 1504 - Zerbst, 4 de febrero de 1551).
3. Jorge III, Príncipe de Anhalt-Dessau, después de Anhalt-Plötzkau (Dessau, 15 de agosto de 1507 - Dessau, 17 de octubre de 1553).
4. Joaquín I, Príncipe de Anhalt-Dessau (Dessau, 7 de agosto de 1509 - Dessau, 6 de diciembre de 1561).

| Predecesor: Jorge I | Príncipe de Anhalt-Dessau 1474-1516 | Sucesor: Juan V Jorge III Joaquín I |

- Datos: Q78137